# Cratere Misharu
Misharu è un cratere sulla superficie di Ganimede.